# خمسة وخميسة (مسرحية)
خمسه وخميسه، مسرحية كويتية عرضت على مسرح الدسمه بالكويت وفي البحرين وفي قطر، وهي من تأليف وإخراج:عبد العزيز المسلم، شارك بالتأليف: صلاح بوكحيل، إنتاج مسرح السلام.
تمثيل: مريم الغضبان، خالد العبيد، محمد السريع، عبد العزيز المسلم، نصر حماد، عادل المسلم، سعود الشويعي، عماد العكاري، بدر البلوشي، محمد زيان.

## حقائق
أول مسرحية كويتية تقدم في الخليج بعد انقطاع أكثر من اثنا عشر عاماً، فعرضت في البحرين لمدة شهر بعدما كان من المقرر عرضها لمدة اسبوع واحد، ثم قدمت في قطر في قاعة المؤتمرات في فندق شيراتون، ومن هنا أدرك الفنان عبد العزيز المسلم بأن لديه جماهيريه كبيره بالخليج، جسد عبد العزيز المسلّم في هذه المسرحية دور بوسرور صاحب العين الحارة.
| سبقه عبيد في التجنيد | أعمال مسرح السلام | تبعه كابتن ماجد والأطفال |